# José Ramón Izagirre Mendizabal
José Ramón Izagirre Mendizabal (Oiartzun, 22 de juliol de 1962) va ser un ciclista basc, que es va especialitzar en el ciclocròs. Va guanyar dos cops el Campionat d'Espanya.
Els seus fills Gorka i Ion també s'han dedicat al ciclisme.

## Palmarès en ciclocròs
- 1991
  -  Campió d'Espanya de ciclocròs
- 1992
  -  Campió d'Espanya de ciclocròs